# جيرالدين هيوز
جيرالدين هيوز (بالإنجليزية: Geraldine Hughes)‏ هي ممثلة بريطانية، ولدت في 1970 في المملكة المتحدة.

## أعمال

### أفلام
- (2006) روكي بالبوا[5][6][7]
- (2008) غران تورينو[8][9][10]

### مسلسلات
- ذا غود وايف

## وصلات خارجية
- جيرالدين هيوز على موقع IMDb (الإنجليزية)
- جيرالدين هيوز على موقع ألو سيني (الفرنسية)
- جيرالدين هيوز على موقع أول موفي (الإنجليزية)
- جيرالدين هيوز على موقع قاعدة بيانات الأفلام السويدية (السويدية)
- جيرالدين هيوز على موقع قاعدة بيانات الفيلم (الإنجليزية)
- جيرالدين هيوز على موقع كينوبويسك (الروسية)